# 弗热尔区
弗热尔区，是法国伊勒-维莱讷省所辖的一个区。总面积999平方公里，总人口75380，人口密度75人/平方公里（1999年）。主要城镇为弗热尔。

## 辖区
弗热尔区辖有6个县,共有57个市镇。